# Félix, a macska (televíziós sorozat, 1958)
A Félix, a macska (eredeti cím: Felix the Cat) 1958-tól 1961-ig futott amerikai televíziós rajzfilmsorozat. Amerikában 1958. október. 2. és 1961. május 2. között szindikációs sugárzás keretében vetítették.

## Szereplők
| Szereplő           | Eredeti hang | Leírás |
| ------------------ | ------------ | --- |
| Félix              | Jack Mercer  | A főhős, aki egy cica, sok kalandba keveredik. Van egy bűvös táskája, ami trükköket csinál, és ez gyakran segít neki, veszélyes helyzetekben. |
| A Professzor       | Jack Mercer  | A gonosz, dühös professzor. Kissé hibásan beszél, eléggé különleges tudós, nagyon értelmes és nagyon megszállott. Sok trükköt, találmányok használatát és álruhát próbál ki. Ezekkel a találmányokkal megpróbálja elvenni Félix bűvös táskáját, de mindig mindennel elbukik. |
| Poindexter         | Jack Mercer  | A professzor idétlen, fiatal unokaöccse. Sztereotip tudós, nagyon értelmes, vastag keretű szemüveget hord laborkabáttal. Van egy gomb a laborkabátja mellkasán, amellyel irányítani tud bármilyen eszközt. A tervek követelése szerint, a professzor akaratának ellenére, aki a nagybácsikája. Ennek ellenére mégis Félix egyik legjobb barátja a barátai közül. Amikor Félix-el beszélget, Mr. Félixnek nevezi. |
| Rock Bottom        | Jack Mercer  | A professzor buldogarcú, motyogó segédje. Megpróbál segíteni a professzornak, hogy ellophassa Félix bűvös táskáját, és a teljes nevén Rock Bottom Age. |
| Master Cylinder    | Jack Mercer  | A gonosz, hengeres robot, mindig próbálkozik azzal, hogy elrabolja Poindextert. Azt akarja, hogy fegyvereket, és berendezéseket építsen. Egykor a professzor tanította egy akadémiánál, mindaddig, amíg egy robbanás meg nem semmisítette az eredeti testét. |
| Martin, a marslakó | Jack Mercer  | A jó marslakó, segít Félixnek, és a barátainak, először sokáig barátságtalan Félixszel. |
| General Clang      | Jack Mercer  | A térben levő, gonosz tábornok, meg akarja semmisíteni a Földet. |
| Vavoom             | Jack Mercer  | Kicsi, igénytelen, és barátságos Inuit. |